# Češki nogometni kup
Češki nogometni kup (češ. Pohár FAČR), poznat i pod imenom MOL Cup zbog sponzorskih razloga, nacionalno je muško nogometno kup natjecanje u Češkoj. Organizira ga Češki nogometni savez.
Prvi put je održan 1961. godine, u Čehoslovačkoj. Pobjednik kupa je igrao protiv pobjednika Slovačkog kupa u završnici Čehoslovačkog kupa. No, češki nogometni kup kao nacionalno natjecanje, a ne izlučni turnir, je osnovan 1993. godine.
Pobjednik kupa se direktno plasira u UEFA Europsku ligu.

## Povijesni nazivi
- 1993. – 2000. – Pohár ČMFS
- 2000. – 2002. – Raab Karcher Cup
- 2002. – 2009. – Pohár ČMFS
- 2009. – 2012. – Ondrášovka Cup
- 2012. – 2014. – Pohár České pošty
- krajem sezone 2014./15. – Pohár FAČR
- 2015. – danas – MOL Cup

## Uspješnost klubova
| Klub              | Prvaci | Doprvaci | Izdanja osvajanja kupa                                 |
| ----------------- | ------ | -------- | ------------------------------------------------------ |
| Sparta Prag       | 8      | 7        | 1996., 2004., 2006., 2007., 2008., 2014., 2020., 2024. |
| Slavia Prag       | 7      | –        | 1997., 1999., 2002., 2018., 2019., 2021., 2023.        |
| Jablonec          | 2      | 6        | 1998., 2013.                                           |
| Slovan Liberec    | 2      | 3        | 2000., 2015.                                           |
| Viktoria Žižkov   | 2      | 1        | 1994., 2001.                                           |
| Mladá Boleslav    | 2      | 1        | 2011., 2016.                                           |
| Sigma Olomouc     | 2      | 1        | 2012., 2025.                                           |
| Teplice           | 2      | –        | 2003., 2009.                                           |
| Baník Ostrava     | 1      | 3        | 2005.                                                  |
| Viktoria Plzeň    | 1      | 3        | 2010.                                                  |
| Slovácko          | 1      | 2        | 2022.                                                  |
| Hradec Králové    | 1      | –        | 1995.                                                  |
| Zlín              | 1      | –        | 2017.                                                  |
| Drnovice          | –      | 2        |                                                        |
| Příbram           | –      | 1        |                                                        |
| Baník Ratíškovice | –      | 1        |                                                        |
| Opava             | –      | 1        |                                                        |

## Poveznice
- Češki nogometni kup za žene
- Prva češka nogometna liga

## Vanjske poveznice
- (češ.) (engl.) Službene stranice natjecanja  Arhivirana inačica izvorne stranice od 6. kolovoza 2020. (Wayback Machine)